# 세뇨라 아세로
《세뇨라 아세로》(스페인어: Señora Acero)는 2014년 방영된 미국, 멕시코의 텔레노벨라이다.